# Apačské války
Apačské války (anglicky Apache Wars) byla řada ozbrojených konfliktů mezi armádou Spojených států a různými kmeny indiánů Apačů. Boje se odehrávaly na jihozápadě USA v letech 1849 až 1886, i když drobné nepřátelské akce pokračovaly až do roku 1924. Spojené státy zdědily konflikty mezi bělošskými osadníky a apačskými kmeny od Mexika, jemuž dotyčné území odňaly mexicko-americkou válkou v roce 1846 a které předtím proti Apačům vedlo mexicko-apačské války. Konflikty pokračovaly, když běloši dále přicházeli na tradiční území Apačů, kde chovali dobytek, pěstovali plodiny a těžili minerály.
Armáda Spojených států založila k ovládání apačských kmenů síť pevností. Bylo vytvořeno několik indiánských rezervací, některé na tradičních kmenových oblastech a některé mimo ně. V roce 1886 americká armáda nasadila přes 5000 mužů, aby Apače vyčerpali a zbavili sil, takže náčelník Geronimo se svými 30 muži nakonec kapituloval. To se obecně považuje za konec apačských válek, ačkoli konflikty mezi přistěhovalci a Apači pokračovaly. Bojů se na počátku 60. let v Texasu krátce účastnila i Konfederační armáda, než byla odvelena do bojů americké občanské války v Novém Mexiku a Arizoně.